# استاراستریک
استاراستریک یک موشک سطح‌به‌هوا کوتاه برد بریتانیایی است که می‌تواند به عنوان یک سامانه پدافند هوایی همراه استفاده شود. پس از پرتاب، شتاب موشک به بیش از ۴ ماخ می‌رسد، و آن را به سریع‌ترین موشک سطح به هوای کوتاه برد موجود تبدیل می‌کند. سپس سه گلوله فرعی پرتوی لیزری را پرتاب می‌کند که احتمال برخورد موفقیت‌آمیز به هدف را افزایش می‌دهد. استاراستریک از سال ۱۹۹۷ در خدمت نیروی زمینی بریتانیا بوده‌است.